# Tobias Pettersson (politiker)
Tobias Stig Samuel Pettersson, född 20 januari 1993 i Dannäs församling i Jönköpings län, är en svensk politiker (moderat). Han är kommunalråd och kommunstyrelsens ordförande i Värnamo kommun sedan januari 2023.
Han var ordförande för Moderaterna i Värnamo kommun 2016–2023, är förste vice förbundsordförande för Moderaterna i Jönköpings län sedan 2023 samt ledamot i styrelsen för Moderaternas företagarråd sedan 2023.